# 石川雅一 (益子焼の陶芸家)
石川 雅一（いしかわ はじめ、本名「一（はじめ）」、1957年（昭和32年）9月27日 - ）は、日本の栃木県芳賀郡益子町の「益子焼」の陶芸家。
窯名は「南窓窯」。
同じく益子焼の陶芸家であり「南窓窯」2代目となる石川圭の父親である。
シンプルかつ「品のある」形をした、粉引や白磁の「白い器」を作り続けており、「白の作家」と呼ばれている。

## 経歴

### 生い立ちと「衝撃の出会い」
1957年（昭和32年）9月27日、栃木県宇都宮市に生まれる。
栃木県立宇都宮高等学校に在学中、デッサンの夏期講習で行った東京で、偶然、美濃焼の「古志野」の再現を果たし人間国宝となっていた荒川豊蔵の展覧会に入った。その作品を観た時に、並んでいた小さな茶碗がとてつもなく大きく見えて、身体の中に入り込んできた。ただの筒や茶碗に宿る気品や存在感に「現代の日本人が凄いことをやっている」と衝撃を受け、大いに感銘を受けた。
それまでは日本民芸協会会員であった父親の影響で、島岡達三などの著名作家の焼き物や民芸品に接しながら育ってきたためか、当たり前過ぎて陶芸に興味を持たず、それどころか「個人作家が「民のためのものを作る」」ことに「嘘」を感じ、日本的な民芸品が大の苦手だった
。そして西洋文化に憧れ、西洋文化にしか目に入らなかった石川にとって、一生を左右する出会いとなった。震える思いで作品を見ながら、生涯を通してやるものを確信した。
そしてその源泉である「日本の美意識」とは何か。答えを求めるために「陶芸の道」へと旅に出た。

### 「教え」を受けた日々
1976年（昭和51年）、宇都宮高等学校を卒業してすぐに栃木県窯業指導所（現在の「栃木県産業技術センター 窯業技術支援センター」）に伝習生として入所した。一年目で轆轤を習い、二年目では研究生として釉薬を研究した。伝研究生として学びながら、濱田庄司の孫弟子となる村田浩を手伝いながら、蹴轆轤や登り窯の焼き方を一から学んだ。しかし技術を習得している内に「自分が目指しているもの」を忘れてしまっていた
そこで岐阜へ赴き、荒川の窯場を訪ねた。そこには清々しい美しさがあり、忘れかけていた「焼き物」を支える精神に触れる事が出来た。
1979年（昭和54年）、荒川の弟子であり、宇都宮高等学校の先輩でもあった岐阜県大津市大萱で作陶していた吉田善彦の門を叩き、その弟子となった。そして吉田を通して荒川とも交流し、その「教え」を受けた。
荒川の家の掃除や買い物などの雑用、そして梅の実採りなどを頼まれる機会がありそれを手伝った。こうして荒川の身に纏っている「質素で清らかな空気」に触れていった。
そしてまた荒川は「こうあるべき」という信念を持つ、芯がぶれない人物であった。
荒川は吉田の仕事場を訪れては、花などをスケッチしていった。80歳を過ぎても初々しいものを作っていった。石川が観たこの「原点」は、見習うべき生き方となり目標となった。
そして収集品の一つである荒川豊蔵作「志野輪花酒杯」を観るたびに、荒川の声や仕草や、太くて大きな手を思い出し、「甘く感じられる器を作る」目標を思い出していった。
吉田の元では3年半修行し、1983年（昭和58年）に益子に戻ってからは合田好道主宰の合田陶器研究所に入所し、島岡龍太や大塚茂夫、そして和田安雄らと共に合田の指導を受けその薫陶を得た。
そして1985年（昭和60年）に登り窯を築窯し、独立した。
荒川、吉田、そして合田は、同じ空間にいるだけで感動する凄い人たちであった。焼き物を究めている点で繋がっている。造形と品格があれば焼き物は成り立ち、全てを無くした造形だけで十分だと考えるようになった。
石川の作る器は、しっかりした形を作った器に白化粧を施し、透明釉を掛けるだけの、実に実にシンプルなものである。手や舌や唇で触れて最高に心地良い器となる。その原点を追求していった。

### 「こだわり」を極める
ダムの底に水没するはずだった石川県の古い民家を約30年前に自宅として移築した。
そして20代前半に、東京でふらっと入ったアフリカの骨董品を扱う店で、アフリカの民芸品に惹かれ、アフリカの文化も大いに好きになった。
趣溢れる民芸風の自宅には日本やアジアやアフリカからも求めた様々な国の民芸調度品が所狭しと並んでいる。中に入っていく日本とは正反対の外に発散していくパワーが溢れる「原初的」なアフリカ民芸の収集品にも、日本の伝統美と共通する「気品」を見出すようになっていった。
そして長男である圭も、母親の点てるお茶に惹かれ、茶道の道を志し、裏千家学園茶道専門学校を卒業し師範免許を取得している。
そして自由な気風を持ち、生活に合った手作りの物を作る仕事をしている人たちが多く住み、自然が豊かで住み心地のいい風土を持つ益子で、自らの理想とする「この器で飲むと美味しくなる」白い器を作り続けている。

## 家族
長男に、母親の影響で裏千家学園茶道専門学校を卒業した茶人となり、濱田窯に入り、濱田晋作、濱田友緒親子に師事、そして父・雅一と共に作陶活動をしている「南窓窯」2代目となる石川圭がいる。